# Polygyra septemvolva
Polygyra septemvolva är en snäckart som beskrevs av Thomas Say 1818. Polygyra septemvolva ingår i släktet Polygyra och familjen Polygyridae. Inga underarter finns listade i Catalogue of Life.